# Zibinsgebirge
Koordinaten: 45° 35′ N, 23° 47′ O

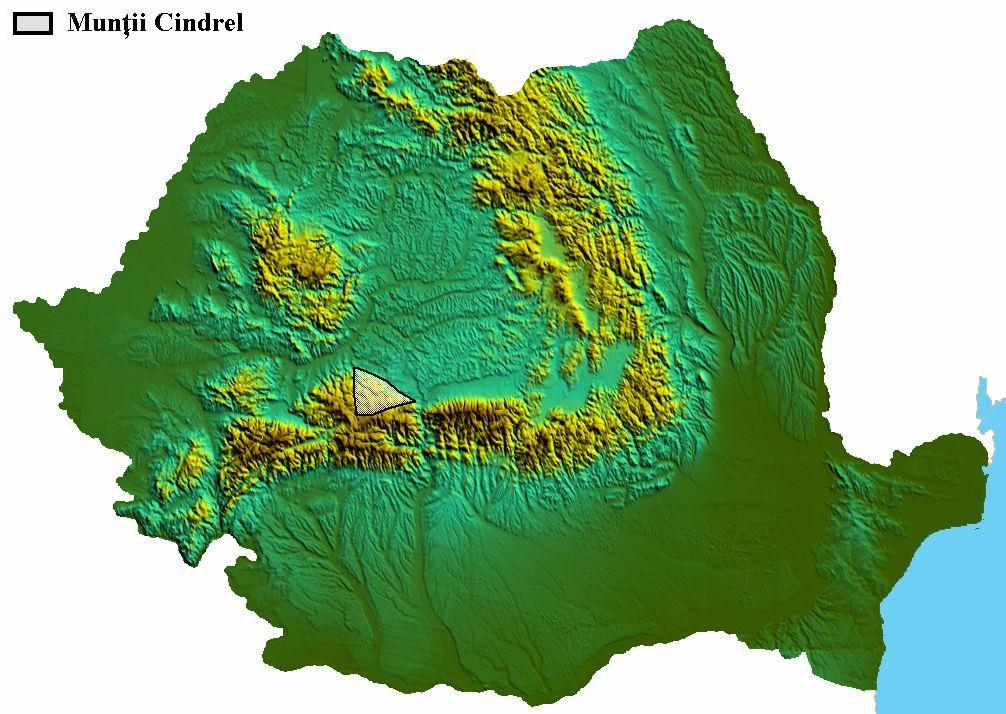
Das Zibinsgebirge in Rumänien

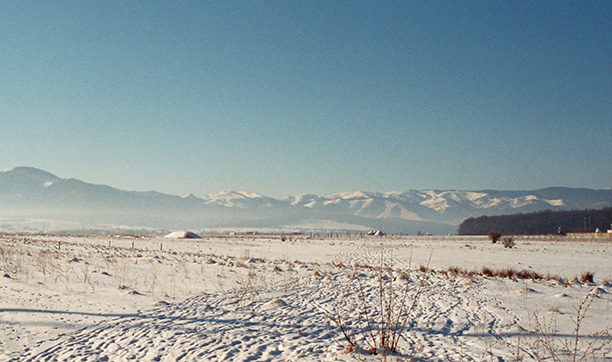
Die schneebedeckten Gipfel des Zibinsgebirges von Hermannstadt (Sibiu) aus betrachtet.

Das Zibinsgebirge, auch Zibingebirge (rumänisch: Munții Cibin oder Munții Cindrel) liegt im Süden Siebenbürgens, westlich des Fogarascher Gebirges. Die deutsche Bezeichnung bezieht sich auf den Fluss Zibin (Cibin), der in diesem Gebirge entspringt. Das Gebirge ist Teil der Südkarpaten. Die Gipfel erreichen Höhen von über zweitausend Metern Seehöhe. 
Höchste Erhebung des Zibinsgebirges ist der 2245 Meter hohe Vârful Cindrel. 